# سرویستون، ویکتوریا
سرویستون (به انگلیسی: Serviceton) یک شهرک در استرالیا است که در ویکتوریا (استرالیا) واقع شده‌است.